# Wohn- und Atelierhaus Schwippert

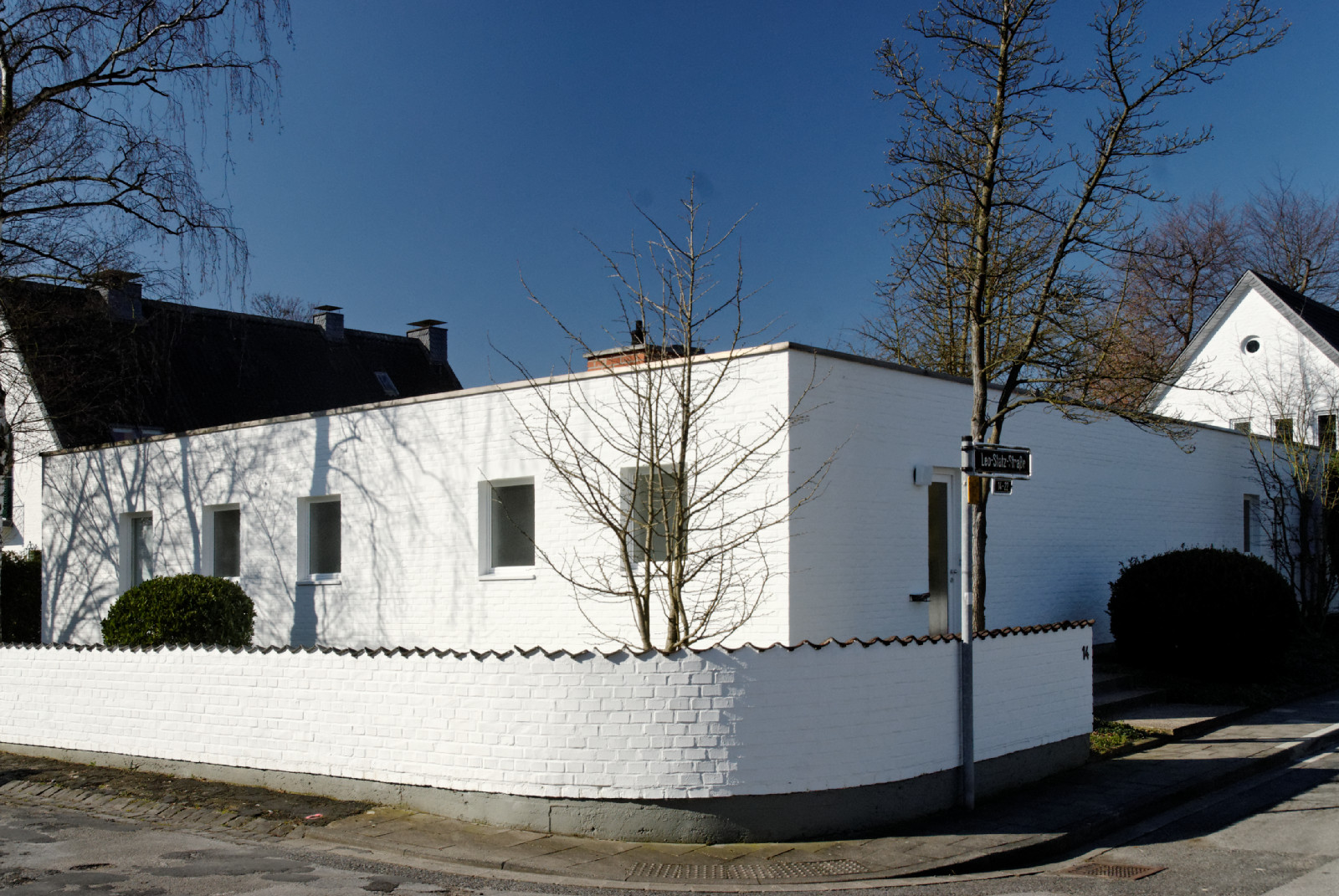
Haus Schwippert

Das Wohn- und Atelierhaus Schwippert an der Leo-Statz-Straße 14 in Düsseldorf-Golzheim wurde 1953/1954 von Hans Schwippert (1899–1973) nach Gestaltungsprinzipien des Funktionalismus und der Nachkriegsmoderne erbaut.

## Beschreibung
Das Gebäude ist geometrisch-abstrakt und funktionell. Geometrisch-abstrakt ist der „äußerlich schmuckloser Mauerwerksbau [mit] flachem Dach“ Mit dem weiß geschlämmten Backsteinmauerwerk wurde die Gestaltung der umliegenden Bebauung übernommen. Eine sparsame architektonische Gliederung erfolgt durch die wenigen, schmalen, hochrechteckigen Türen und Fenster, die gleich breit sind.
Die Raumaufteilung ist funktionell. So hat das Gebäude ein Atrium, einen quadratischen Innenhof, zu dem sich auf drei Seiten Wohn-Ess-Raum, Schlafzimmer und Studio mit großflächigen Fenstern öffnen. Wohnung und Atelier sind über separate Zugänge zu erreichen. Die Garage kann von zwei Seiten des Eckgrundstücks erreicht werden. Aus dem Bürobau übernahm der Architekt „Schaltmöglichkeiten, die eine Änderung der Raumgrößen“ möglich macht.
Das Gebäude steht unter Denkmalschutz. Ende der 2000er Jahre wurde es im Auftrag der neuen Eigentümer durch den Berliner Architekten Thomas Kröger denkmalgerecht saniert und innen neu gestaltet.